# 丹水池站 (国铁)
丹水池站是一个京广铁路上的车站，位于湖北省武汉市江岸区丹水池街道，建于1958年，目前为三等站，邮政编码为430012。目前仅办理专用线、专用铁路货运作业。

## 历史
芦汉铁路初建时，仅仅在江岸和谌家矶修建车站，而并未在此处设站。
截至1937年，在江岸枕木厂（后江岸车辆段位置）以北、丹水池平汉线以东、长江以西的江岸地带，仅有亚细亚、美孚、福中煤厂在此设立的煤厂、油库以及水陆联运码头，并计划修建专引线。这些油库在1949年后被收归国有，并在随后修建了专用线与江岸站联轨。
1947年8月，鲍鼎主持编制了《武汉三镇土地使用与交通系统计划纲要》，首次提出了铁路联网以及外移平汉线的主张。1952年筹备武汉长江大桥的建设工作时，铁道部原计划从江岸站南端引出新线，但经鲍鼎与铁道部反复磋商，最终决定在江岸站以北增设丹水池站，从丹水池引出新线，并扩建江岸站（即江岸站新场，后江岸西站）。
1954年，车站建成，建造初时为隶属于江岸站的线路所，负责汉口迂回线（今京广正线）以及京汉线正线（后京广附属线）的线路间调度业务。当时站内有2条股道。1956年，增建站线2条。1959年，车站停办客运业务。1984年，车站升为三等站。截至1990年末，本站有6条股道，其中正线2条、到发线3条、存车线1条，专用线共14条。
2010年车站曾进行技术改造。改造后站内设有4条正线（京广上下行正线、京广汉口联络线和丹水池联络线）、6条到发线。车站列车接发方向超过10个，下行汉口方向有汉口站、汉口线路所两个方向，京广线进入汉口站的旅客列车在此站进入京广汉口联络线；另一方面，车站上行咽喉段可经滠口站、武汉北站接入京广铁路正线，亦可以经谌家矶线路所、天兴洲长江大桥接入武昌东站及武汉站（需变更上下行车次）。
因原江岸站计划拆除，因此本站于2019年底在车站西南侧新建850米的牵出线及通勤列车到发线，承接原江岸站的货运、通勤业务，设有1条到发线及1条存车线。但受2019冠状病毒病疫情爆发影响，此项工程被推迟，最终于2021年3月31日投用。

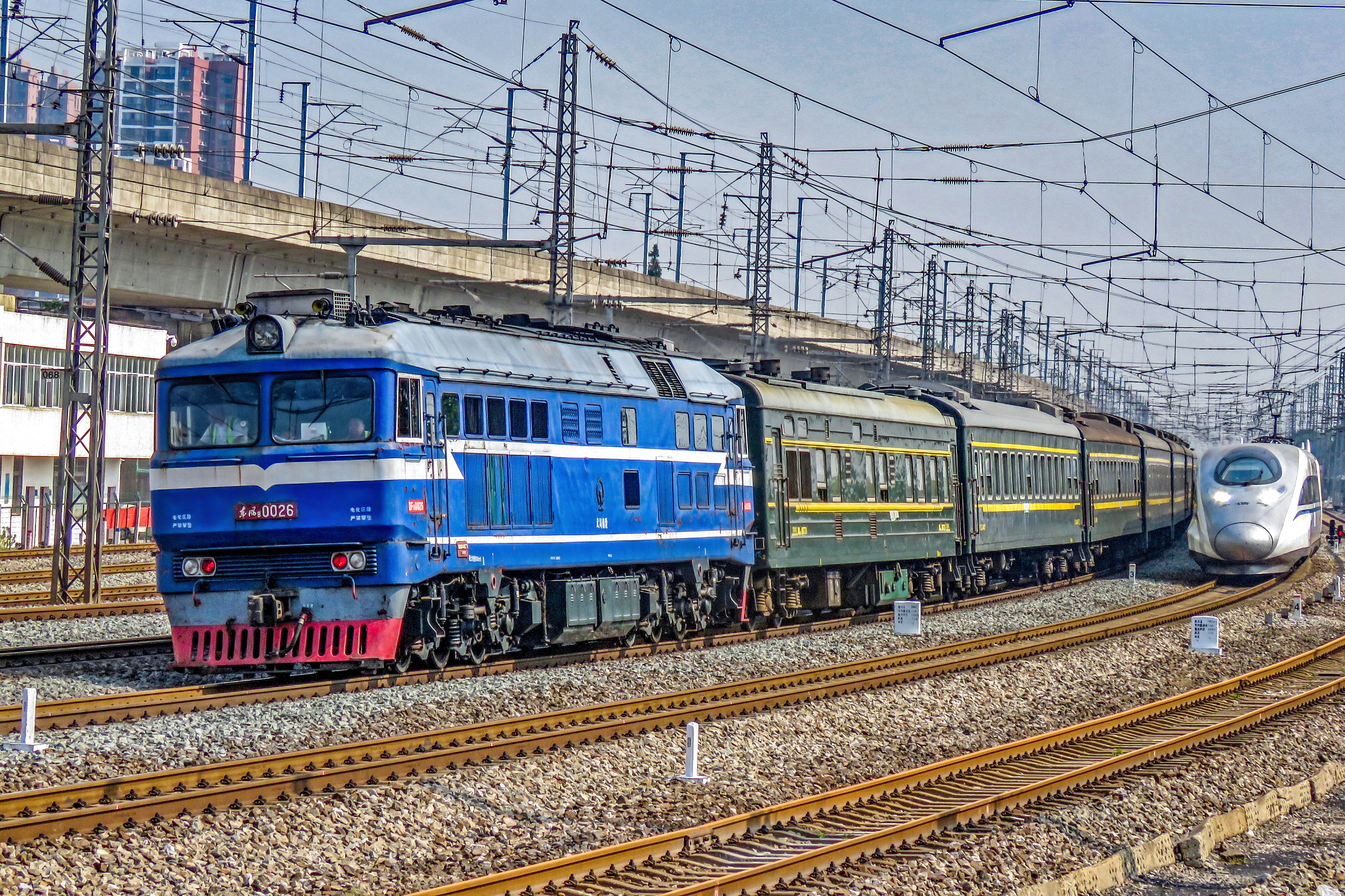
武昌南通勤通过本站（2019年）
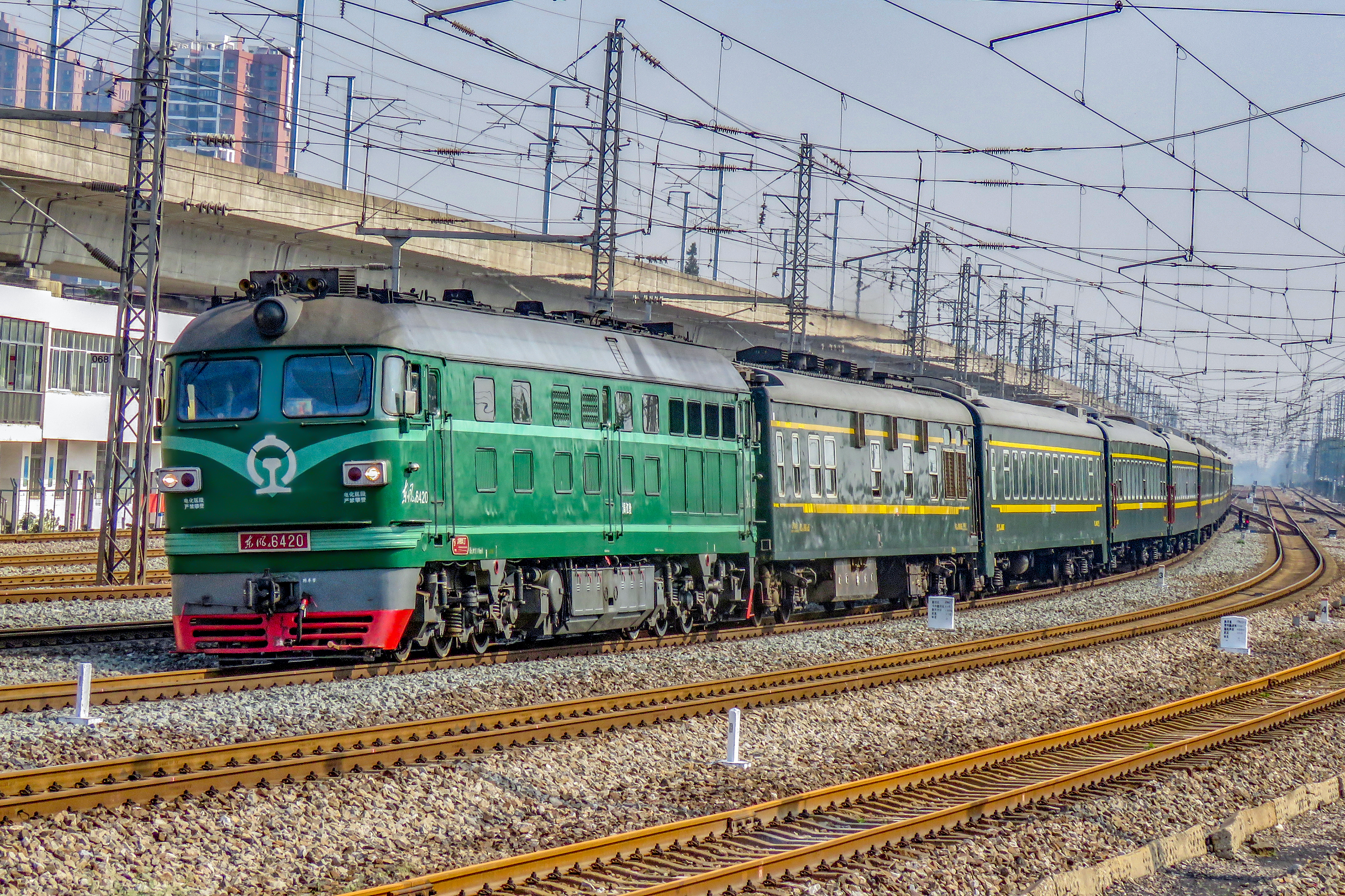
原江岸通勤通过本站（2019年）
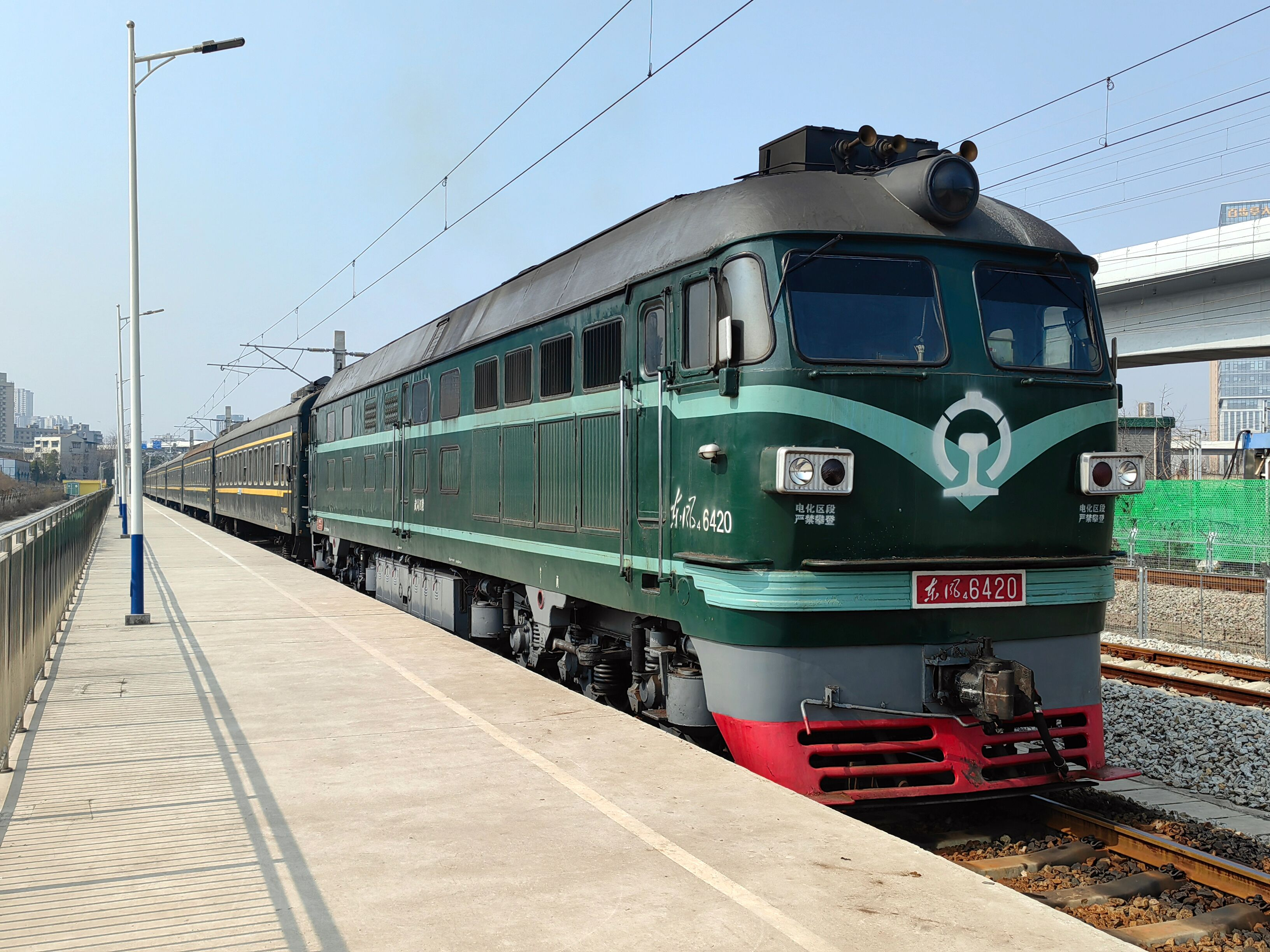
在本站牵出线停靠的原江岸通勤（2022年）
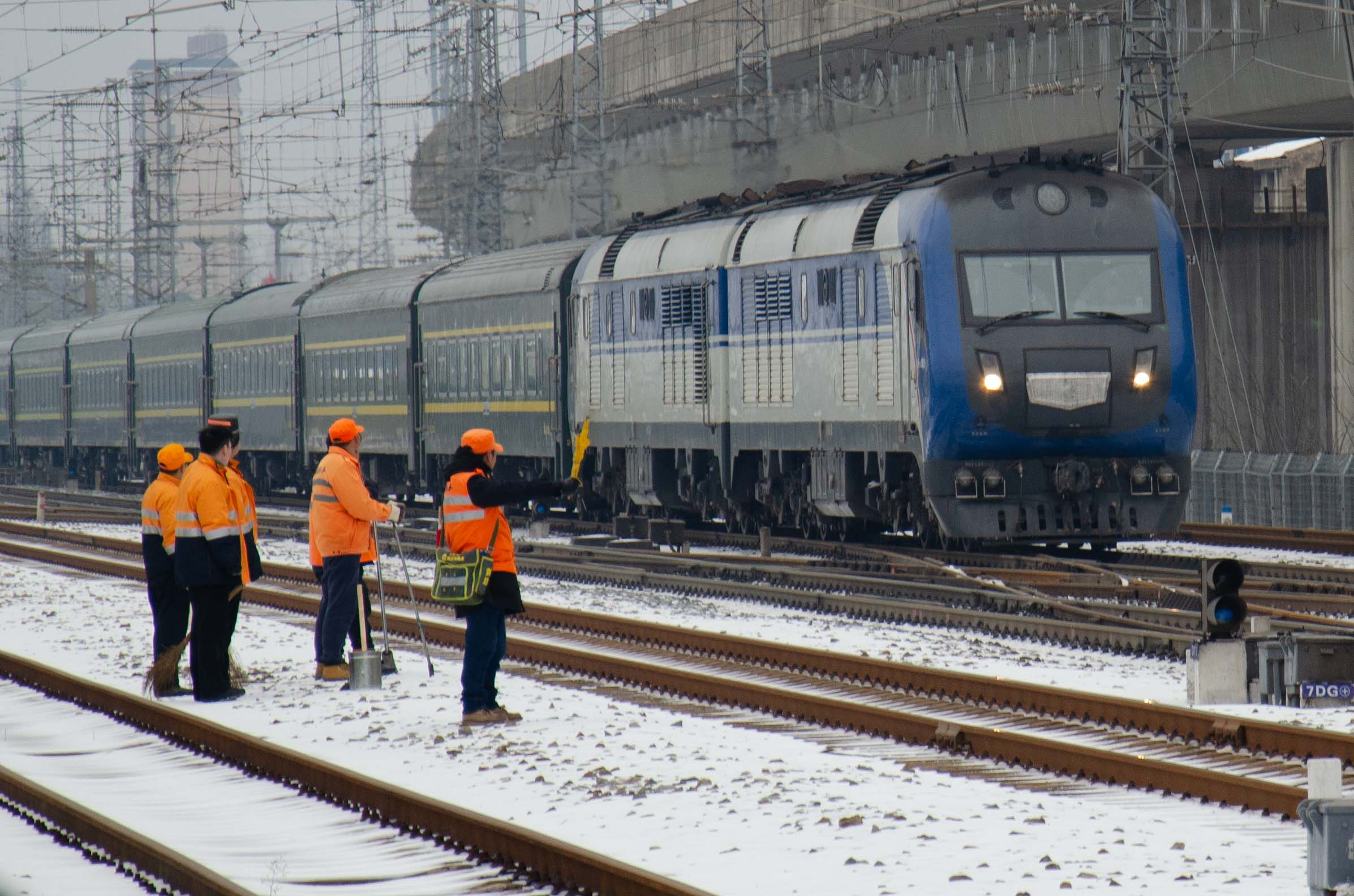
护路职工目送Z4176通过车站（2024年2月）

## 头道桥

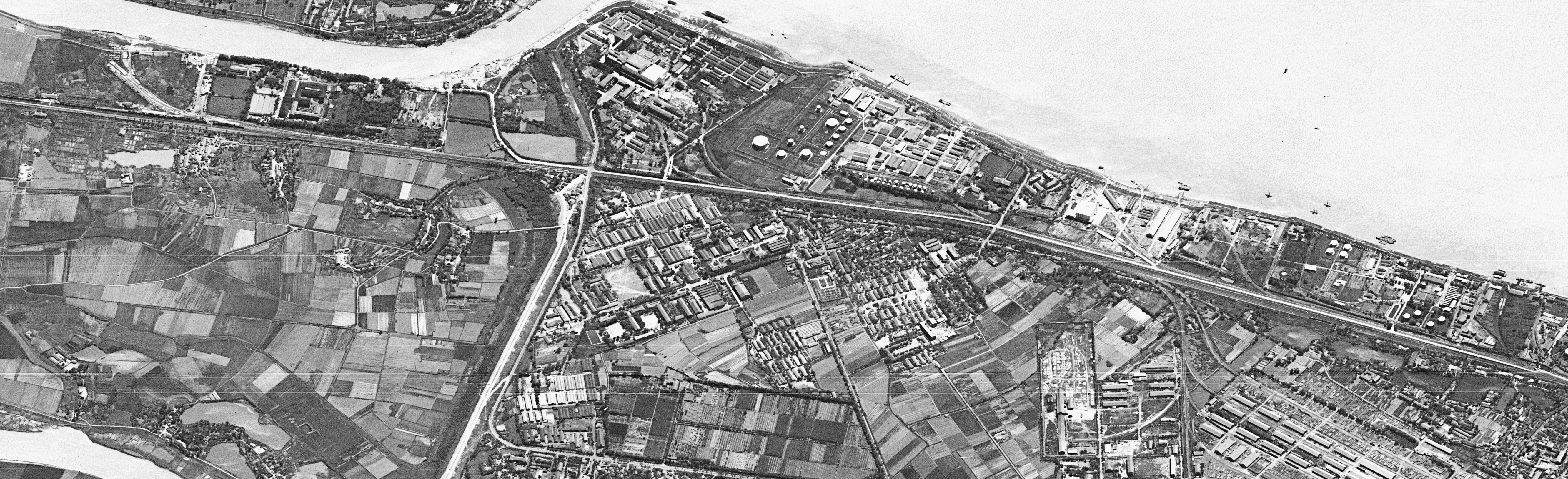
1967年的本站（右）与谌家矶站（左），画面图中的大堤便是张公堤（横堤），头道桥在画面堤边聚落点左侧的京广铁路上

原来在丹水池堤角与滠口之间的京汉铁路上共有三座铁桥，自汉口市区由近及远，分别是张公堤横堤外的铁桥，称之头道桥，或称一道河桥、一道桥；位于谌家矶站北侧横跨府河（朱家河）的二道桥，或称二道河桥、府河大桥；位于滠口站南侧横跨滠水的三道桥，或称三道河桥、滠水大桥。头道桥与二道桥、三道桥一同建于1899年，位置在如今本站北头的张公堤外，今已不存。
该桥偕同张公堤一道，构成了汉口东北的最后一道防线，因此战略地位重要，近代以来的阳夏保卫战、武汉会战、武汉解放战争等诸多战役皆出现了与该桥有关的记载。1911年末的阳夏战争时期，民军及清军在此及二道桥、三道桥反复交火并交替占领。1938年10月25日傍晚，日军便是从该桥突破张公堤进入汉口，此亦是汉口沦陷的标志。解放战争时期，在三道桥及二道桥被国军炸毁的情况下，解放军亦是突破防线，并由此进入汉口。